# Come Undone
"Come Undone" é uma canção escrita por Robbie Williams, Ashley Hamilton, Boots Ottestad e Daniel Pierre gravada pelo cantor Robbie Williams.
É o segundo single do quinto álbum de estúdio lançado a 18 de Novembro de 2002, Escapology.

## Paradas
| Parada (2003)                  | Posições |
| ------------------------------ | -------- |
| Roménia - Romanian Top 100     | 3        |
| Reino Unido - UK Singles Chart | 4        |
| Itália                         | 11       |
| Irlanda                        | 14       |
| Letónia                        | 14       |
| Áustria                        | 15       |
| Dinamarca                      | 16       |
| Alemanha                       | 16       |
| Nova Zelândia                  | 25       |
| Países Baixos                  | 26       |
| Austrália                      | 27       |
| Suíça                          | 45       |
| Suécia                         | 46       |
| Bélgica (Flandres)             | 48       |
| França                         | 49       |